# Answear
Answear.com este un magazin online multibrand ce comercializează haine, încălțăminte, accesorii și articole home & deco în 10 țări: Polonia, Ucraina, Republica Cehă, Slovacia, România, Bulgaria, Grecia, Croația, Ungaria și Cipru. În fiecare lună, site-ul Answear.com este vizitat de peste 11 milioane de oameni.

## Istorie
Answear.com a fost lansat oficial în februarie 2011. În 2012, magazinul și-a lansat programul de fidelitate Answear Club, care a fost unul dintre primele de acest gen în industria modei. În 2013, fondul de investiții MCI Venture Capital a investit în dezvoltarea magazinului prin preluarea unui pachet minoritar în companie. În anii următori, Answear și-a început expansiunea în țările din Europa Centrală și de Est. În aprilie 2014, brandul a deschis magazin online în Cehia, iar apoi, în iunie a aceluiași an, în Slovacia. În iulie 2015 a fost deschis un magazin online în Ucraina, iar în noiembrie 2015 în România . În 2016, Answear.com a început să opereze și în Ungaria. La sfârșitul anului 2018, magazinul a intrat pe piața din Bulgaria, iar în 2021 a ajuns în Grecia, Croația și Cipru.
Grupul Answear a lansat la începutul anului 2018 aplicația de mobil a site-ului în România, fiind a doua țară în care se implementează strategia mobilă, după Polonia și urmărind o creștere în toate direcțiile.
În primele 3 luni de la lansare au fost peste 50.000 de instalări și 1.000 de tranzacții lunare din aplicație. Traficul de pe mobil a ajuns la peste 65%: o creștere de 130% față de 2017.
Grupul a investit în aplicație pentru a oferi foarte multe informații despre produse, imagini foarte bune și video-uri, precum și un program de fidelizare a clienților, ANSWEAR CLUB, care oferă 10% reducere la fiecare achiziție.
Comunicarea aplicației s-a făcut pe toate canalele, cu focus pe influencer marketing, promotii si coduri de reducere, colaborări cu influenceri și lideri de opinie care au comunicat beneficiile aplicației.

De la lansarea aplicației mobile, se observă două tendințe în comportamentul consumatorilor Answear: timpul de cumpărare este mai scurt în aplicație, iar valoarea medie a coșului de cumpărături este mult mai mare, în special pe dispozitivele care rulează iOS decât pe Android și desktop. Obiectivele Answear pe 2018 sunt dublarea cifrei de afaceri și creșterea numărului de instalări ale aplicației mobile.

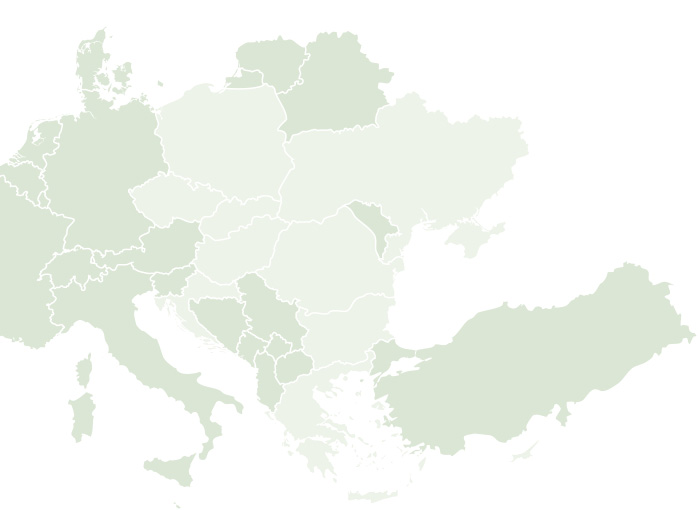
Harta țărilor în care Answear este prezent

În iulie 2019 a avut loc cea mai mare operațiune logistică din istoria magazinului  - mutarea întregului depozit de la sediul din Skawina într-un nou spațiu din Kokotów lângă Cracovia.
În septembrie 2020, Answear.com a depus la Autoritatea de Supraveghere Financiară poloneză prospectul de listare și și-a anunțat planurile de a debuta la bursă . În decembrie, compania a efectuat o Ofertă Publică cu o valoare totală de peste 80 milioane PLN. Pe 8 ianuarie 2021, acțiunile Answear au debutat pe principala piață a Bursei de Valori din Varșovia, iar prețul lor de deschidere a crescut cu 19,6% față de prețul de emisiune.
În 2021, a fost finalizată migrarea magazinelor Answear.com către propria platformă de comerț electronic. În același an, compania a implementat o nouă strategie de comunicare de marketing axată pe inspirație și femei. Campania de comunicare a strategiei a fost însoțită de sloganul „Lifespiration Starts Here”.